# Cathédrale militaire Saint-Nicolas de Kiev
La cathédrale militaire Saint-Nicolas de Kiev est une église orthodoxe du monastère Saint-Nicolas du désert, construite en 1696 sous la direction de l'architecte Osip Startsev à l'initiative et aux frais du hetman Mazepa dans le style baroque ukrainien.
À l'époque soviétique, l'édifice est détruit.

## Histoire

### Origine
À l'origine, le monastère de Saint-Nicolas est un monastère de femmes et dont la mère de l'un des fondateurs du monastère de Kiev-Petchersk, Feodosia, y exerce comme religieuse. En 1113 ou 1115, le fils de Vladimir II Monomaque, Mstislav Ier, le modifie en un monastère d'hommes. Il a été dévasté à plusieurs reprises par les Polovtsiens, les Tatars-Mongols et par Mengli Ier Giray entraînant sa reconstruction, à chaque fois, par les habitants de Kiev.

### Description
C'est un bâtiment baroque cosaque qui a été financé par l'hetman Ivan Mazepa. Il a été construit par Osip Startsev (en) en 1690-1693 sur le terrain du monastère Saint-Nicolas et juste à côté du monastère saint-Nicolas. Les deux bâtiments se trouvent donc sur l'un des sites les plus élevés de Kiev. La cathédrale se composait alors de trois nefs, de cinq dômes, d'une façade richement sculptée et de portails richement ornés. À l'intérieur se trouvait une iconostase baroque unique à sept niveaux d'une taille de 15,5 m de haut et 22,0 m de large) commandée par Ivan Mazepa et offerte par le bourgeois de Kiev Sozon Balyka.
La cathédrale a été le catholicon du monastère Saint-Nicolas du désert. Elle était située au-dessus du Dniepr, en face de l'hôtel Saliout, l'actuelle rue Ivan Mazepa. Au milieu du XVIIIe siècle, un clocher est érigé à quelque distance de la cathédrale. L'intérieur de la cathédrale n'était pas peint, mais était célèbre pour son iconostase baroque sculptée à 7 niveaux.

### Destruction
En 1831, les Russes exproprient les moines du monastère et la grande église bien située et attirant les regards est transformée en cathédrale militaire de la garnison, où sont conservées des reliques militaires et des services sont célébrés à l'occasion de victoires. Des canons étaient placés autour de la cathédrale.
Le 9 mai 1919, le prêtre V. Lipkovsky célèbre le premier service en langue ukrainienne dans la cathédrale. Dans les années 1920s, des travaux de restauration sont entrepris et supervisés par l'académie des Sciences ukrainienne.
En 1934, du fait de la campagne anti-religieuse, le bâtiment est détruit par les bolcheviks. À l'emplacement de la cathédrale, le palais des Pionniers et des Écoliers (aujourd'hui le Palais des enfants et des jeunes de Kiev) est érigé en 1962-1965.

### Vers une reconstruction
En juin 2009, le président Viktor Iouchtchenko se prononce en faveur de la reconstruction de la cathédrale dans sa forme originale et a chargé le gouvernement de travailler sur cette question.
Les services religieux se déroulent actuellement en plein air sur le site où se dressait autrefois le clocher - non loin de l'emplacement du temple.

## Galerie

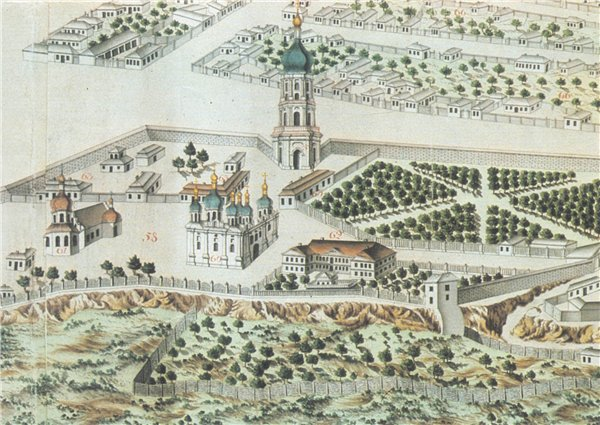
Monastère Saint-Nicolas, fin du XVIIIe siècle
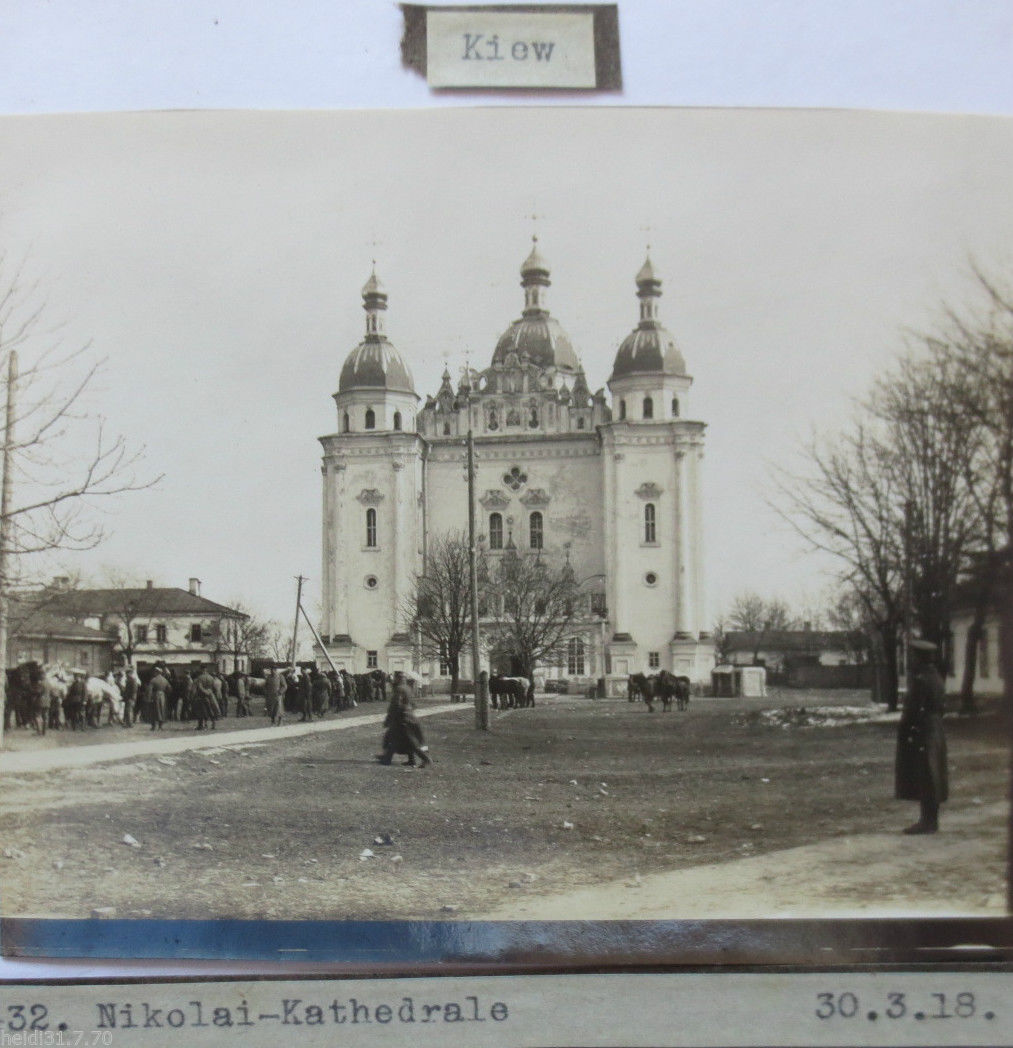
"Grand Nicolas", 1918
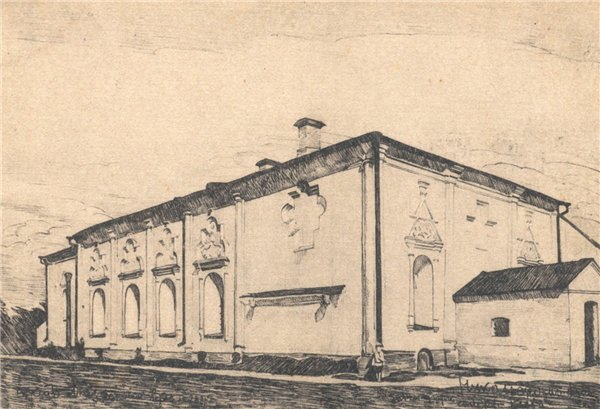
Réfectoire Église de la cathédrale Saint-Nicolas
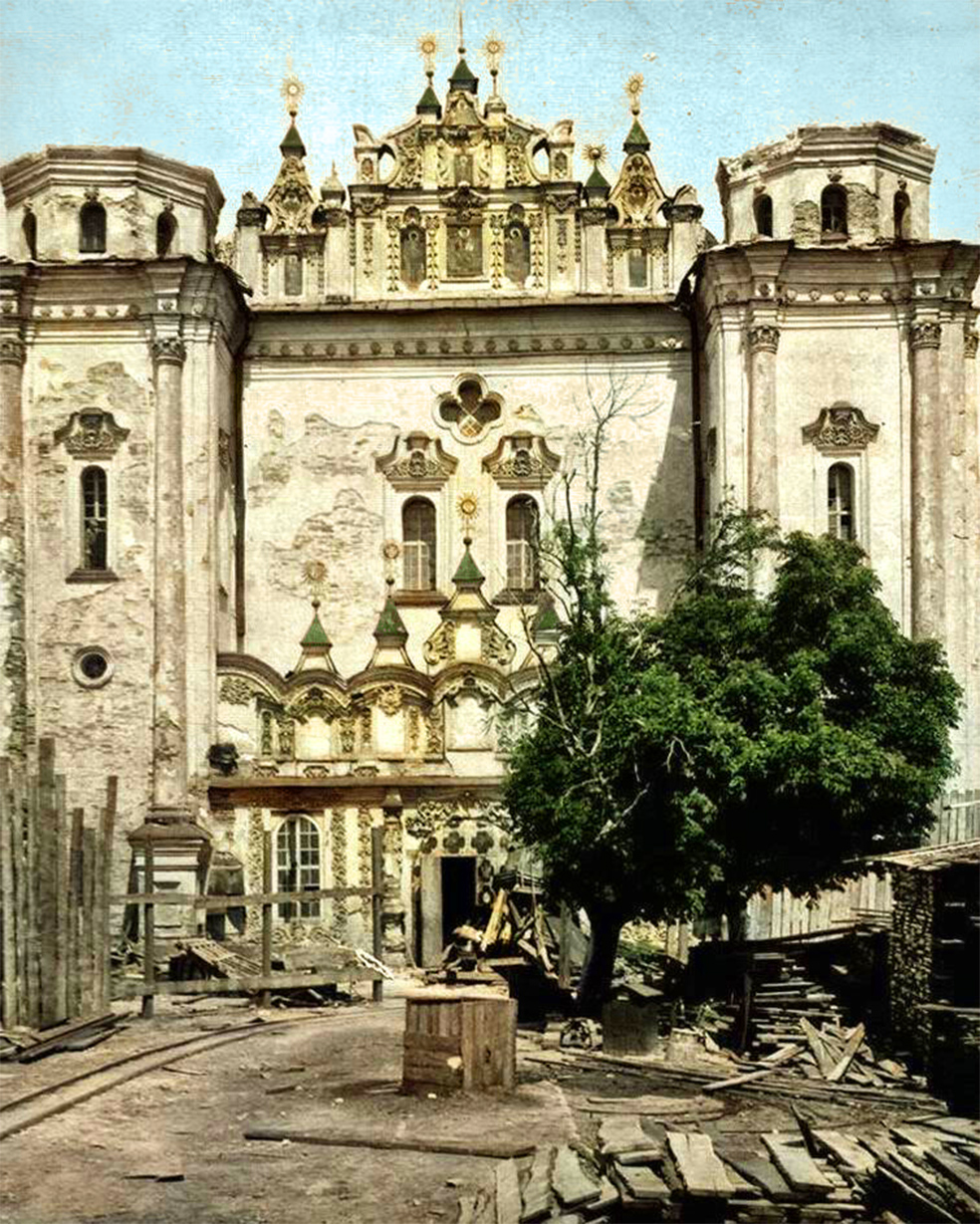
Démolition de la cathédrale Saint-Nicolas, 1934

## Littérature
- Pavlenko S. Ivan Mazepa comme culture ukrainienne quotidienne. VD "Académie Kiev-Mohyla", 2005.